# Ditrichophora hungarica
Ditrichophora hungarica är en tvåvingeart som först beskrevs av Becker 1926.  Ditrichophora hungarica ingår i släktet Ditrichophora och familjen vattenflugor.
Artens utbredningsområde är Rumänien. Inga underarter finns listade i Catalogue of Life.